# Donauweibchenbrunnen

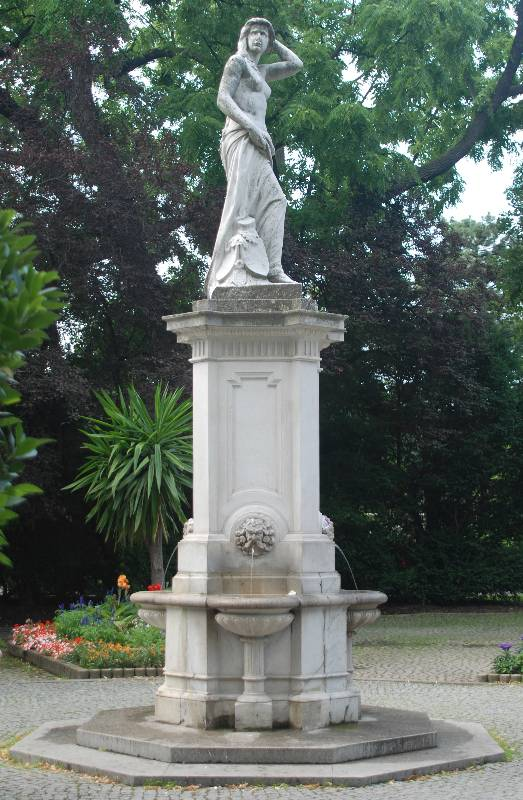
Donauweibchenbrunnen

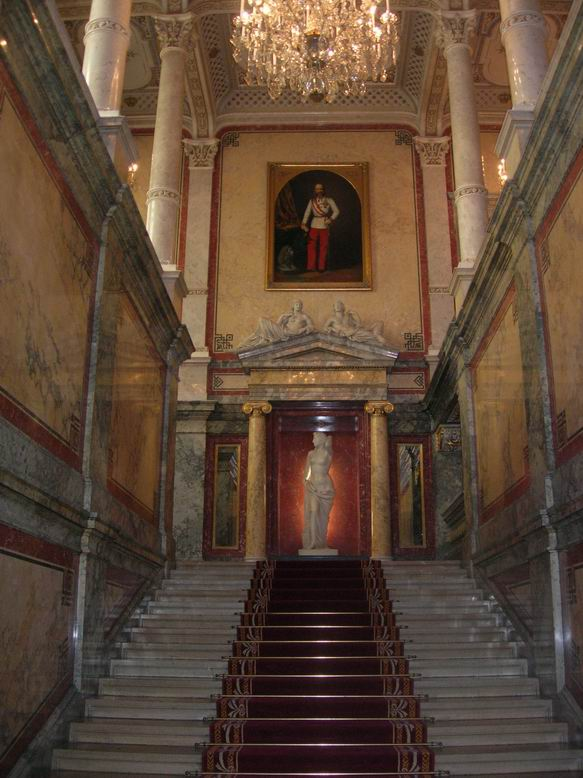
Hotel Imperial: Stiegenaufgang mit dem Donauweibchen

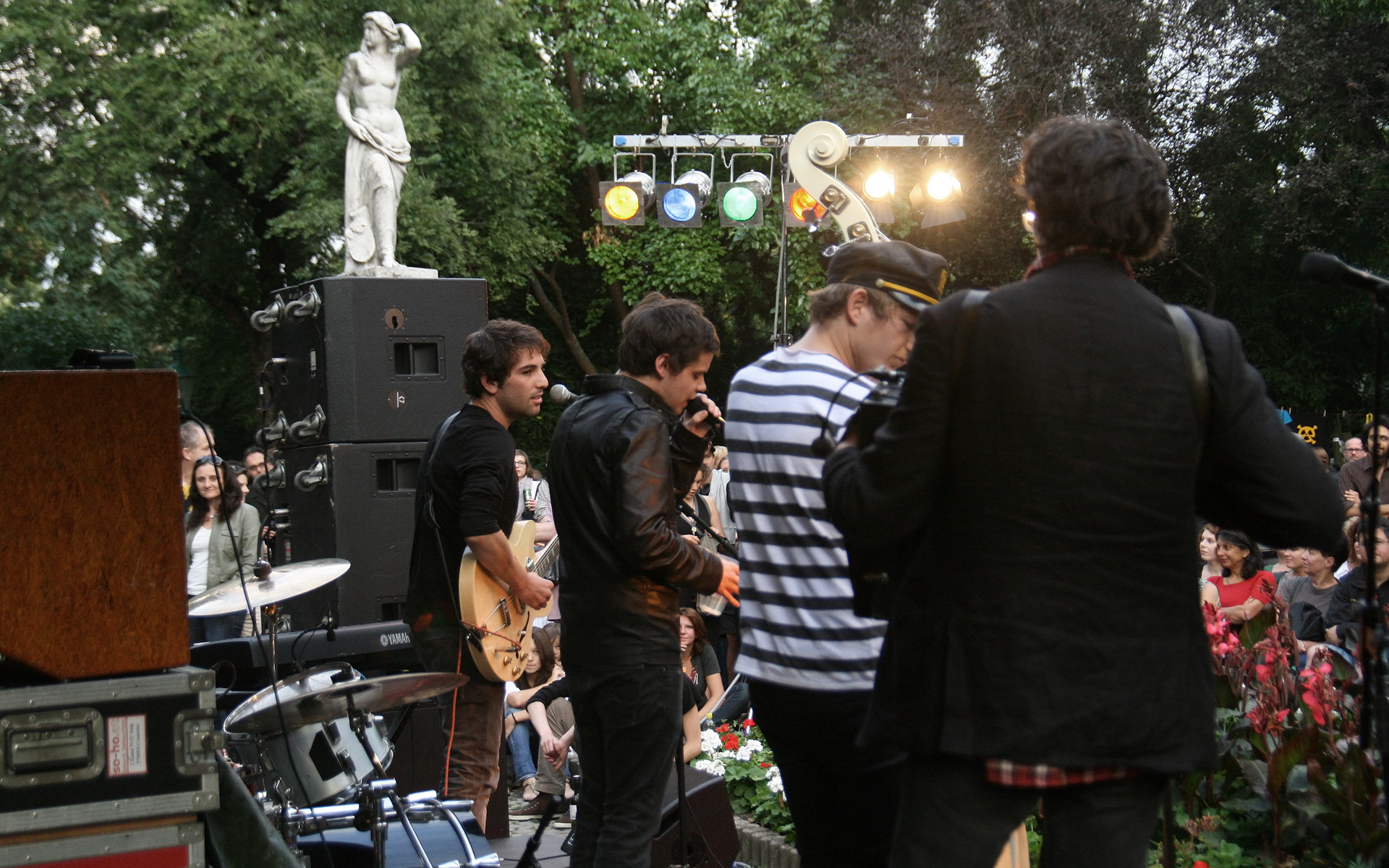
Ein Abend im Park, Konzert mit Der Nino aus Wien beim Donauweibchenbrunnen (2011)

Der Donauweibchenbrunnen in dem im 1. Wiener Gemeindebezirk Innere Stadt gelegenen Teil des Wiener Stadtparks ist einer von sechs Brunnen in dieser Parkanlage.

## Beschreibung
Der Donauweibchenbrunnen besteht aus einer Steinsäule aus Karstkalkstein, vier angesetzten runden Brunnenschalen und Kopfmasken als Wasserspeier.
Auf der Spitze der Steinsäule steht die Figur des Donauweibchens, einer Sagenfigur, die angeblich notleidenden Fischern half oder sie vor Donauhochwässern warnte. Zu ihren Füßen befindet sich ein kleiner Schild mit dem Stadtwappen von Wien.
Im Gegensatz zu vielen anderen Monumentalbrunnen in Wien speit der Donauweibchenbrunnen Trinkwasser.

## Geschichte
Ursprünglich wurde der Donauweibchenbrunnen von Hanns Gasser im Auftrag der Stadt Wien 1858 für den Fischhof geschaffen, dort aber dann doch nicht aufgestellt, sondern zunächst zwei Jahre in einem städtischen Lager deponiert. Am 30. September 1865 wurde er schließlich als erster figuraler Schmuck des Stadtparks enthüllt.
Während des Zweiten Weltkriegs wurde das ursprünglich aus Carraramarmor gefertigte Donauweibchen schwer beschädigt, sodass der Bildhauer Fellinger 1948 eine Steinkopie anfertigte, die jetzt das Original ersetzt.

## Original und Kopien
Im Hotel Imperial an der Wiener Ringstraße befindet sich entweder das Original oder eine Kopie des Donauweibchens. Im Wien Museum am Karlsplatz wird eine verkleinerte und ebenfalls aus Carraramarmor gefertigte Version der Brunnenfigur aufbewahrt. Eine weitere Kopie befand sich im ehemaligen Römischen Bad im 2. Wiener Gemeindebezirk.